# Annis Boudinot Stockton
Pour les articles homonymes, voir Boudinot et Stockton.
 (octobre 2023).
La mise en forme du texte ne suit pas les recommandations de Wikipédia : il faut le « wikifier ».
Les points d'amélioration suivants sont les cas les plus fréquents. Le détail des points à revoir est peut-être précisé sur la page de discussion.
- Les titres sont pré-formatés par le logiciel. Ils ne sont ni en capitales, ni en gras.
- Le texte ne doit pas être écrit en capitales (les noms de famille non plus), ni en gras, ni en italique, ni en « petit »…
- Le gras n'est utilisé que pour surligner le titre de l'article dans l'introduction, une seule fois.
- L'italique est rarement utilisé : mots en langue étrangère, titres d'œuvres, noms de bateaux, etc.
- Les citations ne sont pas en italique mais en corps de texte normal. Elles sont entourées par des guillemets français : « et ».
- Les listes à puces sont à éviter, des paragraphes rédigés étant largement préférés. Les tableaux sont à réserver à la présentation de données structurées (résultats, etc.).
- Les appels de note de bas de page (petits chiffres en exposant, introduits par l'outil «  Source ») sont à placer entre la fin de phrase et le point final[comme ça].
- Les liens internes (vers d'autres articles de Wikipédia) sont à choisir avec parcimonie. Créez des liens vers des articles approfondissant le sujet. Les termes génériques sans rapport avec le sujet sont à éviter, ainsi que les répétitions de liens vers un même terme.
- Les liens externes sont à placer uniquement dans une section « Liens externes », à la fin de l'article. Ces liens sont à choisir avec parcimonie suivant les règles définies. Si un lien sert de source à l'article, son insertion dans le texte est à faire par les notes de bas de page.
- La présentation des références doit suivre les conventions bibliographiques. Il est recommandé d'utiliser les modèles {{Ouvrage}}, {{Chapitre}}, {{Article}}, {{Lien web}} et/ou {{Bibliographie}}. Le mode d'édition visuel peut mettre en forme automatiquement les références.
- Insérer une infobox (cadre d'informations à droite) n'est pas obligatoire pour parachever la mise en page.

Pour une aide détaillée, merci de consulter Aide:Wikification.
Si vous pensez que ces points ont été résolus, vous pouvez retirer ce bandeau et améliorer la mise en forme d'un autre article.
Annis Boudinot Stockton (1er juillet 1736 - 6 février 1801) était une poétesse américaine, l'une des premières femmes à être publiée dans les Treize Colonies. Vivant à Princeton (New Jersey), Annis Boudinot Stockton a écrit et publié ses poèmes dans les principaux journaux et magazines de l'époque et faisait partie d'un cercle d'écrivains.
Membre de l'élite du New Jersey, Annis Boudinot Stockton est la seule femme à avoir été élue membre honoraire de l'American Whig Society (en), qui était alors un groupe révolutionnaire secret. Après la guerre d'Indépendance américaine, les services qu'elle avait rendus en protégeant des documents lors de l'attaque britannique sur Princeton ont été officiellement reconnus.

## Jeunesse et éducation
Annis Boudinot est née en 1736 à Darby (Pennsylvanie). Elle est la fille d'Elias Boudinot, marchand et orfèvre, et de Catherine Williams. Son ancêtre, Élie Boudinot était un huguenot, originaire de Marans (Charente-Maritime) réfugiés à Londres puis à New York après la révocation de l'édit de Nantes. Annis Boudinot était le deuxième enfant d'une famille de dix enfants, dont la moitié environ a survécu jusqu'à l'âge adulte. Ses frères Elias Boudinot et Elisha Boudinot furent des hommes politiques et participèrent à la Guerre d'Indépendance.

## Mariage et famille
En 1757, Annis Boudinot épouse Richard Stockton, un avocat issu d'une famille importante. Faisant partie de l'élite du New Jersey, ils ont plusieurs enfants.
Pendant la Révolution américaine, son mari est un des signataires, en 1776, de la Déclaration d'indépendance pour le New Jersey et un des pères fondateurs des États-Unis. Annis Stockton fut alors connue sous le nom de « Duchesse de Morven », du nom de leur manoir et domaine à Princeton, dans le New Jersey, où ils reçurent de nombreux invités de marque, parmi lesquels George Washington, avec qui Annis Stockton a entretenu une correspondance dans laquelle elle lui a envoyé de nombreux poèmes. Le manoir de Morven tire son nom d'un royaume gaélique mythique, évoqué dans un poème d'Ossian. Elle deviendra la résidence du gouverneur du New Jersey entre 1944 et 1981 puis un musée.
Pendant la guerre d'Indépendance, le général britannique Charles Cornwallis pilla Morven, brûla la « splendide bibliothèque et les documents de Stockton, et chassa son bétail, dont une grande partie était des pur sang et de grande valeur ». Richard Stockton réussit à s'échapper mais fut ensuite capturé et emprisonné par les Britanniques. Il souffrit de problèmes de santé durables et mourut en 1781 à l'âge de 51 ans, avant la fin officielle de la guerre.

## Carrière littéraire
Annis Boudinot Stockton est l'une des premières femmes poètes publiées dans les Treize Colonies. Elle a publié 21 poèmes dans les journaux et magazines les plus prestigieux de son époque, abordant des questions politiques et sociales et utilisant la grande variété de genres considérés comme faisant partie intégrante de l'écriture néoclassique : odes, pastorales, élégies, sonnets, épitaphes, hymnes et épithalames. Ses œuvres sont lues aussi bien dans les colonies anglaises d'Amérique du Nord qu'en Angleterre et en France.
Elle est bien connue comme écrivain prolifique parmi son cercle d'écrivains de Nouvelle Angleterre, qui comprend Elizabeth Graeme Fergusson, Benjamin Young Prime, Samuel Stanhope Smith, Philip Freneau et Hugh Henry Brackenridge. Les liens d'Annis Boudinot Stockton avec Fergusson l'ont également rapprochée d'écrivaines telles qu'Anna Young Smith, Susanna Wright, Milcah Martha Moore et Hannah Griffitts. À l'époque, nombre de ces écrivains se transmettaient la plupart de leurs œuvres sous forme de manuscrits. C'était particulièrement vrai pour les femmes. De ce fait, elles n'ont pas été aussi bien connues que les écrivains dont les œuvres ont été publiées, mais elles représentaient une part active et influente de la culture littéraire. À la fin du XXe siècle, davantage de manuscrits de leurs œuvres ont été mis à la disposition du public et certains ont été publiés.
En 1984, Christine Carolyn McMillan Cairnes (descendante d'Annis Boudinot Stockton) et son mari George H. Cairnes ont fait don à la New Jersey Historical Society d'un important recueil de manuscrits contenant de nombreux poèmes et autres écrits d'Annis Boudinot Stockton. L'année suivante, ce cahier a été mis pour la première fois à la disposition des chercheurs. On savait jusque-là qu'Annis Boudinot Stockton avait écrit 40 poèmes, mais les écrits contenues dans ce recueil ont permis de multiplier par trois le nombre total de ses œuvres. En 1995, Carla Mulford, professeur à l'université de Virginie, a publié l'ensemble des 125 poèmes connues de l'auteur ; elle a également rédigé une longue introduction qui présente sa vie et son milieu social à la fin du XVIIIe siècle.